# Francisco Mendoza Bobadilla
Francisco Mendoza Bobadilla (Cuenca, 25 settembre 1508 – Arcos de la Llana, 1º dicembre 1566) è stato un cardinale e vescovo cattolico spagnolo.

## Biografia
Nacque a Cuenca il 25 settembre 1508, figlio di Diego Hurtado de Mendoza, primo marchese di Cañete e viceré di Navarra durante il regno di Carlo I, e di Isabel de Cabrera y Bobadilla, figlia di Andrés de Cabrera. Frequentò l'Università di Alacalà di Henares e quella di Salamanca.
Il 14 febbraio 1543 divenne vescovo di Coria.
Papa Paolo III lo elevò al rango di cardinale nel concistoro del 19 dicembre 1544, con il titolo di Cardinale presbitero di Santa Maria in Ara Coeli.
Nel 1550 fu trasferito alla sede episcopale di Burgos.
Morì nel 1566 all'età di 58 anni.

## Conclavi
Durante il periodo del suo cardinalato Francisco Mendoza Bobadilla partecipò ai conclavi:
- conclave del 1549-1550, che elesse papa Giulio III
- conclave dell'aprile 1555, che elesse papa Marcello II
- conclave del maggio 1555, che elesse papa Paolo IV

Mancò invece i conclavi:
- conclave del 1559, che elesse papa Pio IV
- conclave del 1565-1566, che elesse papa Pio V

## Successione apostolica
La successione apostolica è:
- Vescovo Tomás de Berlanga, O.P. (1534)
- Vescovo Antonio Ramírez de Haro (1537)
- Vescovo Alfonso Merchante de Valeria (1563)